# Silvia Tárrega Bellver
Silvia Tárrega Bellver ( 1955) es una botánica, y profesora española.

## Publicaciones
- oswaldo socorro Abreu, silvia tárrega Bellver. 1985. Fragmenta chorologica occidentalia, 121-137. An. del Jardín Bot. de Madrid 42 (1 ): 243-245 ISSN 0211-1322

- ------------------------------, ---------------------------. 1983. "Limonium castellonense (Plumbaginaceae"): una nueva especie para la flora española. An Jardín Bot. de Madrid 40 (1 ): 83 - 87 ISSN 0211-1322 en línea

- La abreviatura «S.Tárrega» se emplea para indicar a Silvia Tárrega Bellver como autoridad en la descripción y clasificación científica de los vegetales.[2]